# Astragalus steineranus
Astragalus steineranus är en ärtväxtart som beskrevs av Dieter Podlech. Astragalus steineranus ingår i släktet vedlar, och familjen ärtväxter. Inga underarter finns listade i Catalogue of Life.